# Ernannte Bremische Bürgerschaft
Die Ernannte Bürgerschaft in Bremen war ein nach dem Zweiten Weltkrieg eingesetztes Gremium zur Kontrolle des Bremer Senats. Vergleichbare Ernannte Landtage wurden auch in anderen Bundesländern eingerichtet. Sie war die Vorgängerin der gewählten Bürgerschaft der Freien Hansestadt Bremen.

## Vorgeschichte
Am 26. April 1945 nahmen die alliierten Truppen die Stadt Bremen ein. Zur Wiederherstellung einer zivilen Ordnung stellten die amerikanischen Militärbehörden schon bald einen Senat aus unbelasteten Bürgern zusammen. Am 6. Juni 1945 fand die konstituierende Sitzung des von der Militärregierung ernannten Senates für die Freie Hansestadt Bremen statt. Als Bürgermeister wurde Wilhelm Kaisen am 1. August 1945 ernannt.

## Ernannte Bürgerschaft
Am 6. April 1946 wurde durch die Militärregierung eine Bürgerschaft für die Stadt Bremen ernannt. Das heutige Bundesland Freie Hansestadt Bremen entstand erst mit einer Verordnung vom 22. Januar 1947 aus dem Stadt- und Landgebiet Bremens sowie dem Stadtkreis Wesermünde, einschließlich Bremerhavens. Diese Übereinkunft der britischen und amerikanischen Besatzungsbehörden trat rückwirkend zum 1. Januar 1947 in Kraft.
Die Mitglieder dieses Vorparlamentes waren von den Parteien, den Gewerkschaften, der Handelskammer und der Kreisbauernschaft vorgeschlagen worden.
Die erste Sitzung der Ernannten Bürgerschaft fand am 17. April 1946 im großen Schwurgerichtssaal des Gerichtshauses an der Domsheide statt. Kaisen wurde auch zum Vorsitzenden der Bürgerschaft bestimmt.
Am 28. August 1946 konnte die Bürgerschaft erstmals wieder im Festsaal des Rathauses tagen.
Die Kompetenzen der Ernannten Bürgerschaft waren äußerst begrenzt. Entscheidungen bedurften der Kontrolle der Besatzungsmächte. So wurde die Verfassung für Bremen am 4. Juli 1946 auf Anordnung der Militärregierung erlassen.

## Erste freie Wahl einer Bürgerschaft
Am 13. Oktober 1946 wurde die Bürgerschaft erstmals nach dem Krieg neu gewählt. Mit dem erstmaligen Zusammentreten des gewählten Parlaments am 30. Oktober 1946 endete die Aufgabe der Ernannten Bürgerschaft.